# James Craig (actor)
James Craig (4 de febrero de 1912 – 28 de junio de 1985) fue un actor cinematográfico y televisivo de nacionalidad estadounidense.

## Biografía
Su verdadero nombre era James Henry Meador, y nació en Nashville, Tennessee. Diplomado en la Universidad Rice de Houston (Texas), debutó en el cine en 1937 con un breve papel de reparto, aunque sin aparecer en los créditos.
Especializado en cine de serie B del género western, así como en comedias como el cortometraje Oily to Bed, Oily to Rise (1939), protagonizado por el grupo cómico Los tres chiflados, Craig trabajó intensamente para conseguir el salto a las producciones de calidad. Su ocasión se presentó con el film All That Money Can Buy (1941), de William Dieterle, en el cual encarnaba a Jabez Stone, actuando junto a Edward Arnold.
Craig trabajó con Ginger Rogers en la comedia Kitty Foyle (1940), con Lucille Ball en el western Valley of the Sun (1942), y con la joven Margaret O'Brien en el drama Lost Angel (1943).
Al siguiente año Craig participó en la extravagante Kismet (1944), aventura interpretada por Marlene Dietrich y Ronald Colman en la cual hacía el papel de califa. Confirmó su talento para la comedia actuando en The Heavenly Body (1944), una sátira sobre la pasión popular por la astrología. En el film interpretaba a Lloyd X. Hunter, y actuaba acompañando a Hedy Lamarr y William Powell. Otra de sus comedias fue She Went to the Races (1947), con Ava Gardner y Frances Gifford.
Activo en el género policiaco, actuó en The Strip (1951), Code Two (1953) y Mientras Nueva York duerme (1956, de Fritz Lang), y en el género western trabajó en Northwest Stampede (1948) y Fort Vengeance (1953).
Sin embargo, mediados los años 1950, Craig  se pasó progresivamente a la televisión, con actuaciones en series como Studio 57 (1954-1955), Science Fiction Theatre (1955) y The Millionaire (1956).
En los años 1960 Craig actuó en el cine principalmente en westerns como Hostile Guns (1967), Fort Utah (1967) y Arizona Bushwhackers (1968), además de trabajar en el film bélico The Devil's Brigade (1968). Entre sus actuaciones televisivas en esos años figuran las series Daniel Boone (1967), Custer (1967) y El virginiano (1968).
Tras retirarse definitivamente de la actuación en 1972, Craig se dedicó con éxito al negocio inmobiliario. Falleció en Santa Ana, California, en 1985, a los setenta y tres años de edad, a causa de un cáncer de pulmón. Sus restos fueron incinerados, y las cenizas dispersadas en el Lago Big Bear, en California.
Había estado casado en tres ocasiones, siendo sus esposas Jane Valentine, Jil Jarmyn y Sumie Craig.

## Filmografía

### Cine
| - Sophie Lang Goes West, de Charles Reisner (1937) - This Way Please, de Robert Florey (1937) - Thunder Trail, de Charles Barton (1937) - Born to the West, de Charles Barton (1937) - The Buccaneer, de Cecil B. DeMille (1938) - The Big Broadcast of 1938, de Mitchell Leisen (1938) - College Swing, de Raoul Walsh (1938) - Pride of the West, de Lesley Selander (1938) - North of Shanghai, de D. Ross Lederman (1939) - The Lone Wolf Spy Hunt, de Peter Godfrey (1939) - Flying G-Men, de James W. Horne y Ray Taylor (1939) - Blondie Meets the Boss, de Frank R. Strayer (1939) - Romance of the Redwoods, de Charles Vidor (1939) - Rejas humanas, de Charles Vidor (1939) - Outside These Walls, de Ray McCarey (1939) - Missing Daughters, de Charles C. Coleman (1939) - Pest from the West, de Del Lord (1939) - Good Girls Go to Paris, de Alexander Hall (1939) - Overland with Kit Carson, de Norman Deming y Sam Nelson (1939) - Behind Prison Gates, de Charles Barton (1939) - Trouble Finds Andy Clyde, de Jules White (1939) - The Man They Could Not Hang, de Nick Grinde (1939) - Konga, the White Stallion, de Sam Nelson (1939) - Skinny the Moocher, de Del Lord (1939) - Static in the Attic, de Charley Chase (1939) - A Woman Is the Judge, de Nick Grinde (1939) - Oily to Bed, Oily to Rise, de Jules White (1939) - The Taming of the West, de Norman Deming (1939) - Scandal Sheet, de Nick Grinde (1939) - Two-Fisted Rangers, de Joseph H. Lewis (1939) - Café Hostess, de Sidney Salkow (1940) - Black Friday, de Arthur Lubin (1940) - The House Across the Bay, de Archie Mayo (1940) - Zanzibar, de Harold D. Schuster (1940) - Enemy Agent, de Lew Landers (1940) - Winners of the West, de Ray Taylor (1940) - South to Karanga, de Harold D. Schuster (1940) - Seven Sinners, de Tay Garnett (1940) - I'm Nobody's Sweetheart Now, de Arthur Lubin (1940) - Law and Order, de Ray Taylor (1940) - Kitty Foyle, de Sam Wood (1940) - Unexpected Uncle, de Peter Godfrey (1941) - All That Money Can Buy, de William Dieterle (1941) - Valley of the Sun, de George Marshall (1942) - Friendly Enemies, de Allan Dwan (1942) - The Omaha Trail, de Edward Buzzell (1942) | - Northwest Rangers, de Joseph M. Newman (1942) - Seven Miles from Alcatraz, de Edward Dmytryk (1942) - Freedom Comes High, de Lewis Allen (1942) - The Human Comedy, de Clarence Brown (1943) - Swing Shift Maisie, de Norman Z. McLeod (1943) - Lost Angel, de Roy Rowland (1943) - The Heavenly Body, de Alexander Hall (1944) - Kismet, de William Dieterle (1944) - Marriage Is a Private Affair, de Robert Z. Leonard (1944) - Gentle Annie, de Andrew Marton (1944) - Dangerous Partners, de Edward L. Cahn (1945) - Our Vines Have Tender Grapes, de Roy Rowland (1945) - She Went to the Races, de Willis Goldbeck (1945) - The Scarlet Horseman, de Lewis D. Collins y Ray Taylor (1946) - Boys' Ranch, de Roy Rowland (1946) - Little Mister Jim, de Fred Zinnemann (1947) - Dark Delusion, de Willis Goldbeck (1947) - Man from Texas, de Leigh Jason (1948) - Northwest Stampede, de Albert S. Rogell (1948) - Side Street, de Anthony Mann (1950) - Lady Without Passport, de Joseph H. Lewis (1950) - The Strip, de László Kardos (1951) - Drums in the Deep South, de William Cameron Menzies (1951) - Hurricane Smith, de Jerry Hopper (1952) - Fort Vengeance, de Lesley Selander (1953) - Code Two, de Fred M. Wilcox (1953) - Last of the Desperados, de Sam Newfield (1955) - Mientras Nueva York duerme, de Fritz Lang (1956) - Massacre, de Louis King (1956) - The Women of Pitcairn Island, de Jean Yarbrough (1956) - Shoot-Out at Medecine Bend, de Richard L. Bare (1957) - The Persuader, de Dick Ross (1957) - The Cyclops, de Bert I. Gordon (1957) - Naked in the Sun, de R. John Hugh (1957) - Ghost Diver, de Richard Einfeld (1957) - Man or Gun, de Albert C. Gannaway (1958) - Four Fast Guns, de William J. Hole Jr. (1960) - Hostile Guns, de R.G. Springsteen (1967) - Fort Utah, de Lesley Selander (1967) - Arizona Bushwhackers, de Lesley Selander (1968) - The Devil's Brigade, de Andrew V. McLaglen (1968) - If He Hollers, Let Him Go!, de Charles Martin (1968) - Body of the Prey, de Kenneth G. Crane (1970) - Bigfoot, de Robert F. Slatzer (1970) - The Tormentors, de David L. Hewitt (1971) - Doomsday Machine, de Harry Hope y Lee Sholem (1972) |

### Televisión
| - Gruen Guild Playhouse (1953) - Chevron Theatre (1953) - The Ford Television Theatre (1954) - Studio 57 (1954) y (1955) - Science Fiction Theatre (1955) - The Millionaire (1956) - Broken Arrow (1957) - Have Gun – Will Travel (1958) | - Death Valley Days (1960) - Tales of Wells Fargo (1962) - Daniel Boone (1967) - Custer (1967) - El virginiano (1968) - The ABC Afternoon Playbreak (1972) |